# Марсія Андрадес
Марсія Юлейсі Андрадес Мендоза (ісп. Marcia Yuleisi Andrades Mendoza; нар. 20 вересня 1982, Кумана, Сукре) — венесуельська борчиня вільного стилю, чотириразова чемпіонка, дворазова срібна та разова чотириразова призерка Панамериканських чемпіонатів, дворазова срібна бронзова призерка Панамериканських ігор, бронзова призерка Центральноамериканських і Карибських ігор, бронзова призерка Боліваріанських ігор, учасниця двох Олімпійських ігор.

## Життєпис
Боротьбою почала займатися з 1987 року.
Виступала за борцівський клуб «Марсіал Андраде» Кумана. Тренер — Марсіал Андраде.

## Спортивні результати на міжнародних змаганнях

### Виступи на Олімпіадах
| Змагання                    | Збірна    | Вагова категорія          | Місце |
| --------------------------- | --------- | ------------------------- | ----- |
| Літні Олімпійські ігри 2008 | Венесуела | жіноча боротьба, до 55 кг | 11    |
| Літні Олімпійські ігри 2012 | Венесуела | жіноча боротьба, до 55 кг | 19    |

### Виступи на Чемпіонатах світу
| Змагання                        | Збірна    | Вагова категорія          | Місце |
| ------------------------------- | --------- | ------------------------- | ----- |
| Чемпіонат світу з боротьби 2002 | Венесуела | жіноча боротьба, до 55 кг | 14    |
| Чемпіонат світу з боротьби 2003 | Венесуела | жіноча боротьба, до 55 кг | 8     |
| Чемпіонат світу з боротьби 2005 | Венесуела | жіноча боротьба, до 55 кг | 13    |
| Чемпіонат світу з боротьби 2006 | Венесуела | жіноча боротьба, до 55 кг | 18    |
| Чемпіонат світу з боротьби 2007 | Венесуела | жіноча боротьба, до 55 кг | 12    |
| Чемпіонат світу з боротьби 2009 | Венесуела | жіноча боротьба, до 55 кг | 20    |
| Чемпіонат світу з боротьби 2011 | Венесуела | жіноча боротьба, до 55 кг | 27    |

### Виступи на Панамериканських чемпіонатах
| Змагання                                   | Збірна    | Вагова категорія          | Місце  |
| ------------------------------------------ | --------- | ------------------------- | ------ |
| Панамериканський чемпіонат з боротьби 2000 | Венесуела | жіноча боротьба, до 51 кг | Золото |
| Панамериканський чемпіонат з боротьби 2001 | Венесуела | жіноча боротьба, до 51 кг | Срібло |
| Панамериканський чемпіонат з боротьби 2002 | Венесуела | жіноча боротьба, до 55 кг | Бронза |
| Панамериканський чемпіонат з боротьби 2003 | Венесуела | жіноча боротьба, до 55 кг | Бронза |
| Панамериканський чемпіонат з боротьби 2005 | Венесуела | жіноча боротьба, до 55 кг | Золото |
| Панамериканський чемпіонат з боротьби 2006 | Венесуела | жіноча боротьба, до 55 кг | Золото |
| Панамериканський чемпіонат з боротьби 2007 | Венесуела | жіноча боротьба, до 55 кг | Срібло |
| Панамериканський чемпіонат з боротьби 2008 | Венесуела | жіноча боротьба, до 55 кг | Бронза |
| Панамериканський чемпіонат з боротьби 2009 | Венесуела | жіноча боротьба, до 55 кг | Золото |
| Панамериканський чемпіонат з боротьби 2011 | Венесуела | жіноча боротьба, до 55 кг | 7      |
| Панамериканський чемпіонат з боротьби 2012 | Венесуела | жіноча боротьба, до 55 кг | Бронза |

### Виступи на Панамериканських іграх
| Змагання                  | Збірна    | Вагова категорія          | Місце  |
| ------------------------- | --------- | ------------------------- | ------ |
| Панамериканські ігри 2003 | Венесуела | жіноча боротьба, до 55 кг | Бронза |
| Панамериканські ігри 2007 | Венесуела | жіноча боротьба, до 55 кг | Бронза |
| Панамериканські ігри 2011 | Венесуела | жіноча боротьба, до 55 кг | 5      |

### Виступи на Кубках світу
| Змагання                    | Збірна    | Вагова категорія          | Місце |
| --------------------------- | --------- | ------------------------- | ----- |
| Кубок світу з боротьби 2005 | Венесуела | жіноча боротьба, до 55 кг | 4     |

### Виступи на Центральноамериканських і Карибських іграх
| Змагання                                     | Збірна    | Вагова категорія          | Місце  |
| -------------------------------------------- | --------- | ------------------------- | ------ |
| Центральноамериканські і Карибські ігри 2006 | Венесуела | жіноча боротьба, до 55 кг | Бронза |

### Виступи на Боліваріанських іграх
| Змагання                 | Збірна    | Вагова категорія          | Місце  |
| ------------------------ | --------- | ------------------------- | ------ |
| Боліваріанські ігри 2013 | Венесуела | жіноча боротьба, до 55 кг | Бронза |

### Виступи на інших змаганнях
| Змагання                                                               | Збірна    | Вагова категорія          | Місце  |
| ---------------------------------------------------------------------- | --------- | ------------------------- | ------ |
| Олімпійський кваліфікаційний турнір з боротьби 2004 (Туніс)            | Венесуела | жіноча боротьба, до 55 кг | 16     |
| Олімпійський кваліфікаційний турнір з боротьби 2004 (Мадрид)           | Венесуела | жіноча боротьба, до 55 кг | 8      |
| Austrian Ladies Open 2008                                              | Венесуела | жіноча боротьба, до 55 кг | 14     |
| Олімпійський кваліфікаційний турнір з боротьби 2008 (Едмонтон)         | Венесуела | жіноча боротьба, до 55 кг | Золото |
| Гран-прі Іспанії з боротьби 2011                                       | Венесуела | жіноча боротьба, до 55 кг | 5      |
| Меморіал Іона Корнеану 2011                                            | Венесуела | жіноча боротьба, до 55 кг | Бронза |
| Олімпійський кваліфікаційний турнір з боротьби 2012 (Кіссіммі-Орландо) | Венесуела | жіноча боротьба, до 55 кг | Золото |
| Відкритий чемпіонат Польщі з боротьби 2012                             | Венесуела | жіноча боротьба, до 59 кг | 5      |
| Гран-прі Іспанії з боротьби 2012                                       | Венесуела | жіноча боротьба, до 55 кг | 10     |
| Гран-прі Іспанії з боротьби 2013                                       | Венесуела | жіноча боротьба, до 55 кг | 11     |